# Anydrophila sabouraudi
Anydrophila sabouraudi is een vlinder uit de familie van de spinneruilen (Erebidae). De wetenschappelijke naam van de soort is voor het eerst geldig gepubliceerd in 1907 door D. Lucas.